# Filtre de contingut

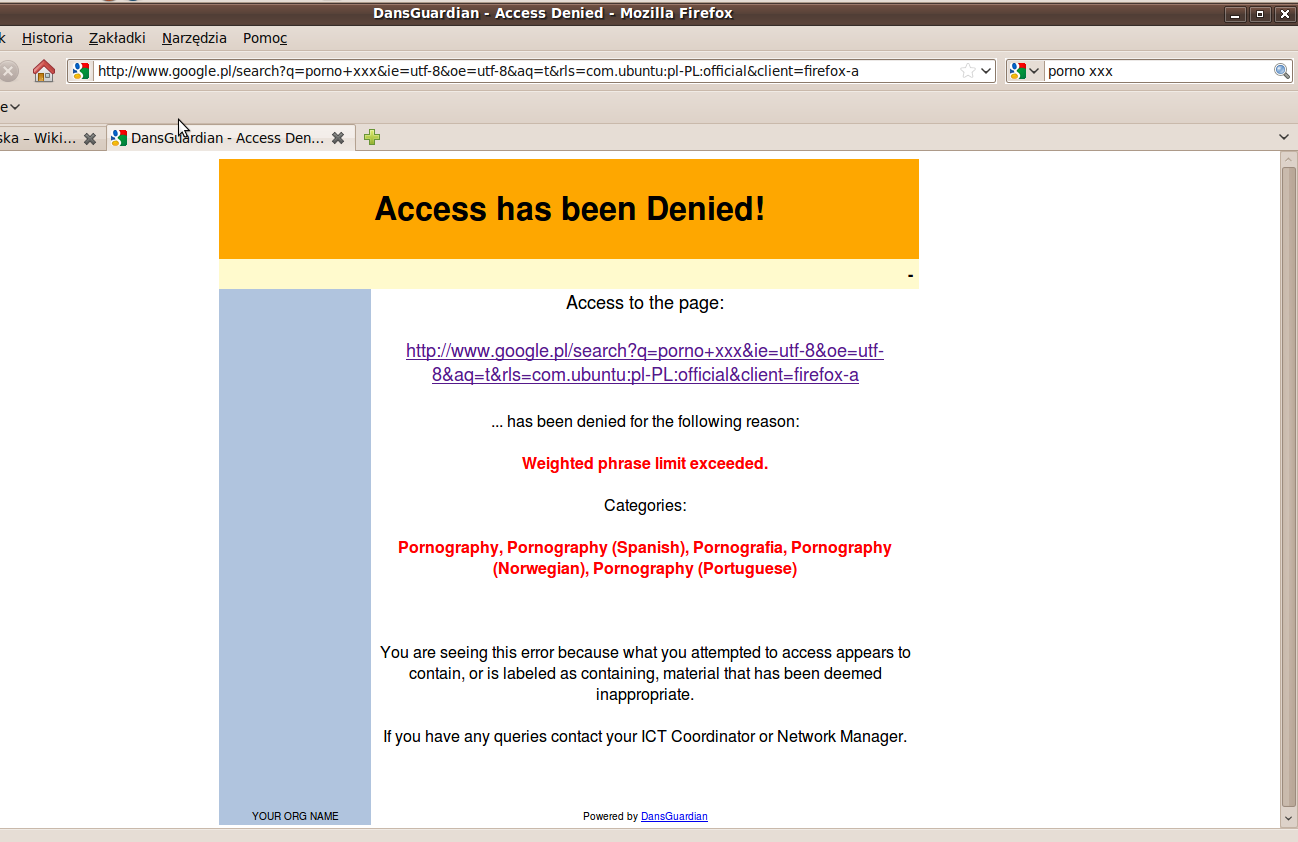
Efecte d'un filtre de contingut.

En informàtica, un filtre de contingut es refereix a un programa dissenyat per controlar quin contingut es permet mostrar, especialment per restringir l'accés a certs materials de la Web. El filtre de contingut determina quin contingut estarà disponible en una màquina o xarxa particular. El motiu sol ser per prevenir a les persones veure contingut que l'amo de la computadora o altres autoritats consideren objetable. Quan s'imposa sense el consentiment de l'usuari, pot constituir censura. Els usos comuns d'aquests programes inclouen pares que desitgen limitar els llocs que els seus fills veuen en les seves computadores domèstiques, escoles amb el mateix objectiu, ocupadors per restringir quins continguts poden veure els empleats en el treball, etc.

## Altres noms
Altres noms comuns poden ser censorware (de l'anglès censor i programari), filtre antipornografía (per ser un dels usos més habituals), control o filtre parental (per ser el control de pares cap als seus fills un ús habitual). Alguns exemples d'aquests filtres de contingut són Cyber Patrol, Net Nanny i SAINT App.

## Crítica

### Errors de filtrat
Excés de bloqueig. Un filtre de continguts, programat amb excessiva severitat, pot acabar bloquejant continguts perfectament acceptables d'acord amb la mateixa política de bloqueig. Per exemple, un filtre programat per bloquejar l'accés a qualsevol pàgina que contingui la cadena «verga» pot acabar bloquejant, per exemple, pàgines d'especificacions d'avions pel simple fet que una de les especificacions és l'envergadura i la paraula «envergadura» conté la cadena «verga». Sovint els administradors de filtres opten per un filtrat sever, àdhuc a risc de filtrar per excés, per prevenir qualsevol risc d'accedir a continguts que consideren indesitjables.
Un exemple de filtrat excessivament sever és el que va sofrir la Universitat de Beaver, actual Universitat Arcàdia, doncs la paraula beaver (que significa «castor» en anglès i és el nom de la ciutat on es va fundar la universitat) també s'utilitza com a argot sexual com a sinònim de «vagina». Un altre exemple és el filtrat que va sofrir el Museu Horniman (Horniman s'assembla a horny man, «home excitat» en anglès).
Filtrat insuficient. Quan es pugen continguts nous, pot ocórrer que alguns continguts que haurien de ser bloquejats passin desapercebuts si els administradors no actualitzen els filtres amb la suficient promptitud i el bloqueig es produeix amb una llista negra i no amb una llista blanca.